# Giorgio I Rákóczi
Giorgio I Rákóczi (Szerencs, 8 giugno 1593 – Sárospatak, 11 ottobre 1648) fu principe di Transilvania dal 1630.

## Biografia
Figlio di Sigismondo Rákóczi e di Anna Gerendy, nel 1616 sposò Susanna Lorántffy che gli diede quattro figli: Samuele, Giorgio, Sigismondo e Francesco.
Sostenne la politica protestante e anti-asburgica del principe di Transilvania Gabriele Bethlen e fu nominato generale di Košice.
Il 26 novembre 1630 fu eletto principe di Transilvania, ma dovette resistere all'opposizione degli altri aspiranti al principato e al suo più grande nemico, il conte palatino d'Ungheria Nicola Esterházy.
Proseguì la politica di Gabriele Bethlen; fu alleato del re di Svezia, Gustavo Adolfo Vasa, ma scese in guerra accanto a francesi e svedesi contro Ferdinando III d'Asburgo solo nel 1644.
Portata a termine con successo la campagna militare, nel 1645 concluse a Linz un trattato che gli consentì di estendere il suo principato alle sette contee ungheresi già possedute da Gabriele Bethlen e assicurò ai protestanti d'Ungheria il libero esercizio della loro religione.
Gli ultimi anni della sua vita furono dedicati alla conquista del regno di Polonia.